# تازة كند (شوط)
تازة كند هي قرية في مقاطعة شوط‌، إيران. عدد سكان هذه القرية هو 1,902 في سنة 2006.